# Schartau (Rochau)
Schartau ist ein Ortsteil der Gemeinde Rochau im Landkreis Stendal in Sachsen-Anhalt.

## Geographie

### Lage
Schartau, ein kleines Straßendorf mit Kirche, liegt drei Kilometer südwestlich von Rochau und 15 Kilometer nordwestlich der Kreisstadt Stendal in der Altmark. Durch das Dorf fließt der Speckgraben nach Osten in die Uchte.
Nachbarorte sind Schorstedt und Grävenitz im Nordwesten, Ballerstedt im Norden, Rochau im Nordosten, Wilhelminenhof im Südosten und Grassau im Südwesten.

### Klima

Niederschlagsdiagramm

In Schartau herrscht gemäßigtes Klima. Der durchschnittliche jährliche Niederschlag für Schartau liegt bei 541 mm. Trockenster Monat ist der Februar mit einer Niederschlagsmenge von 32 mm, wohingegen der meiste Niederschlag im Juni mit durchschnittlich 63 mm fällt. Die Jahresdurchschnittstemperatur liegt bei 8,9 °C. Der statistisch wärmste Monat ist der Juli mit durchschnittlichen 18 °C. Der Monat Januar, als kältester Monat im Jahr, weist eine Durchschnittstemperatur von 0 °C auf.
|                        | Jan  | Feb  | Mär  | Apr  | Mai  | Jun  | Jul  | Aug  | Sep  | Okt | Nov | Dez  |   |      |
| Mittl. Temperatur (°C) | 0    | 0,5  | 3,7  | 8    | 12,8 | 16,3 | 18   | 17,5 | 14,1 | 9,3 | 4,7 | 1,4  | ⌀ | 8,9  |
| Mittl. Tagesmax. (°C)  | 2,5  | 3,4  | 7,5  | 12,6 | 18,1 | 21,4 | 22,9 | 22,5 | 18,7 | 13  | 7,2 | 3,7  | ⌀ | 12,8 |
| Mittl. Tagesmin. (°C)  | −2,4 | −2,3 | −0,1 | 3,4  | 7,6  | 11,2 | 13,1 | 12,6 | 9,5  | 5,7 | 2,2 | −0,9 | ⌀ | 5    |
|                        |      |      |      |      |      |      |      |      |      |     |     |      |   |      |
| Niederschlag (mm)      | 39   | 32   | 36   | 40   | 51   | 63   | 57   | 58   | 43   | 37  | 42  | 43   | Σ | 541  |

| −2,4 |

| −2,3 |

| −0,1 |

| 3,4 |

| 7,6 |

| 11,2 |

| 13,1 |

| 12,6 |

| 9,5 |

| 5,7 |

| 2,2 |

| −0,9 |

| −2,4 |

| −2,3 |

| −0,1 |

| 3,4 |

| 7,6 |

| 11,2 |

| 13,1 |

| 12,6 |

| 9,5 |

| 5,7 |

| 2,2 |

| −0,9 |

## Geschichte

### Mittelalter bis Neuzeit
Die erste Erwähnung des Dorfes Schartau stammt aus dem Jahre 1318 als in villa Scharthowe. Der Historiker Peter P. Rohrlach weist darauf hin, dass der Verdacht besteht, dass die Urkunde eine Fälschung ist. Im Landbuch der Mark Brandenburg von 1375 wird das Dorf als Schortow aufgeführt. 1687 hieß das Dorf Schartow und 1804 Schartau.

### Herkunft des Ortsnamens
Der Name „Schortow“ aus dem Jahre 1375, stammt vom slawischen „zart“, „zarte“, „der Teufel“ bedeutet „Teufelsnest“.

### Vorgeschichte
Im Jahre 1964 wurden in Schartau Urnen einer Siedlung aus der Rössener Kultur aus dem Mittelneolithikum geborgen.

### Eingemeindungen
Das Dorf gehörte bis 1807 zum Stendalischen Kreis der Mark Brandenburg in der Altmark. Zwischen 1807 und 1813 lag es im Kanton Schinne auf dem Territorium des napoleonischen Königreichs Westphalen. Nach weiteren Änderungen gehörte die Gemeinde zum Kreis Stendal, dem späteren Landkreis Stendal.
Am 25. Juli 1952 wurde die Gemeinde Schartau in den Kreis Stendal umgegliedert. Am 1. Januar 1957 ist die Gemeinde Schartau in die Gemeinde Rochau eingemeindet worden.

### Einwohnerentwicklung
| Jahr | Einwohner |
| ---- | --------- |
| 1734 | 81        |
| 1772 | 73        |
| 1790 | 69        |
| 1798 | 78        |
| 1801 | 88        |
| 1818 | 63        |

| Jahr | Einwohner |
| ---- | --------- |
| 1840 | 077       |
| 1864 | 129       |
| 1871 | 134       |
| 1885 | 132       |
| 1892 | [00]135   |
| 1895 | 141       |

| Jahr | Einwohner |
| ---- | --------- |
| 1900 | [00]134   |
| 1905 | 141       |
| 1910 | [00]135   |
| 1925 | 138       |
| 1939 | 112       |
| 1946 | 187       |

| Jahr | Einwohner |
| ---- | --------- |
| 2014 | 44        |
| 2015 | 39        |
| 2017 | 43        |
| 2018 | 42        |
| 2020 | 35        |
| 2021 | 39        |

| Jahr | Einwohner |
| ---- | --------- |
| 2022 | [0]38     |
| 2023 | [0]48     |

Quelle, wenn nicht angegeben, bis 1946:

## Religion
Die evangelische Kirchengemeinde Schartau mit der Filialkirche Schartau gehörte früher zur Pfarrei Schorstedt bei Rochau. Sie wird heute betreut vom Pfarrbereich Klein Schwechten im Kirchenkreis Stendal im Bischofssprengel Magdeburg der Evangelischen Kirche in Mitteldeutschland.
Die katholischen Christen gehören zur Pfarrei St. Anna in Stendal im Dekanat Stendal im Bistum Magdeburg.

## Kultur und Sehenswürdigkeiten

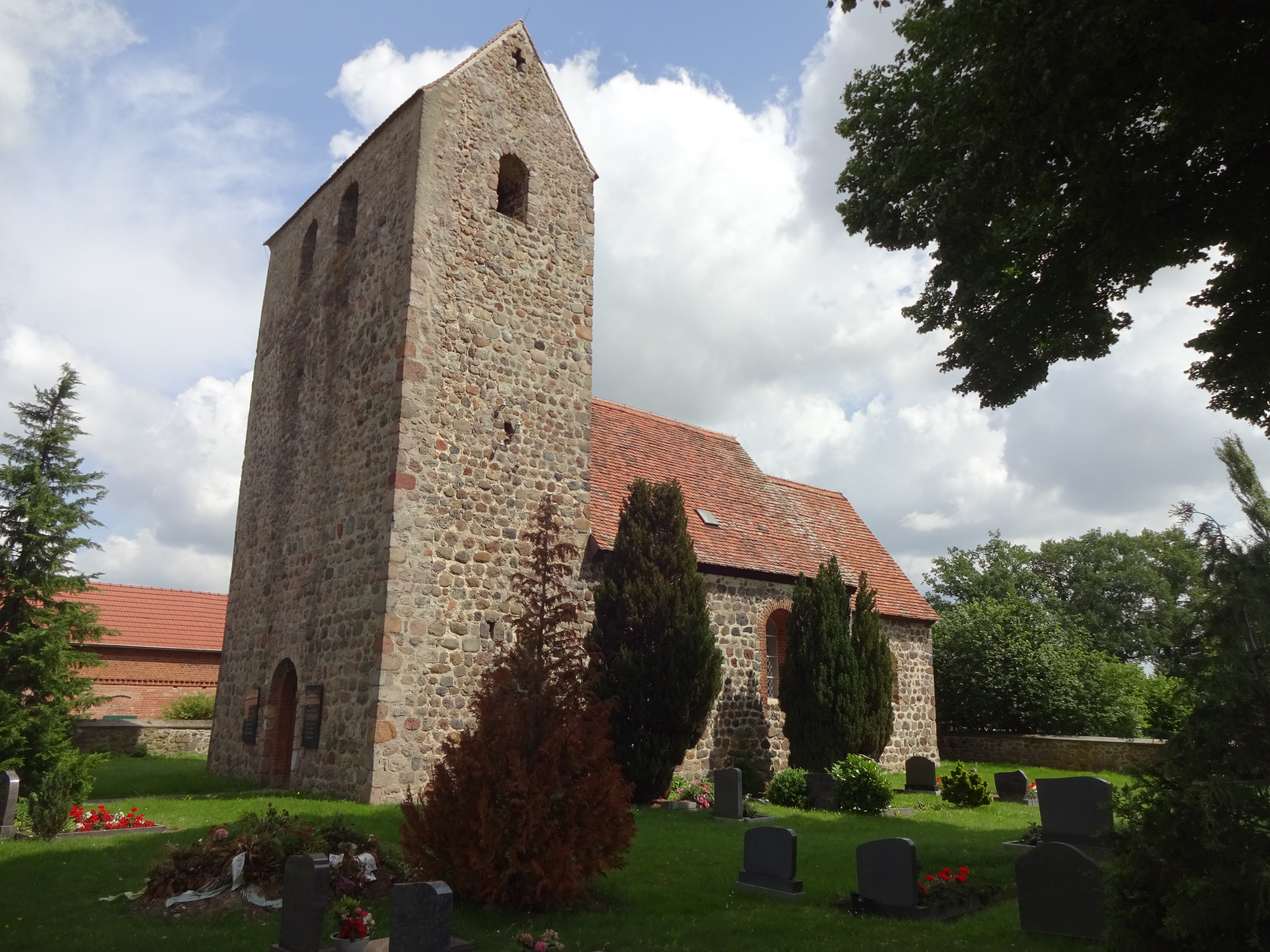
Kirche in Schartau(Rochau)

- Die evangelische Dorfkirche Schartau ist ein Feldsteinbau aus dem 12. Jahrhundert.[20]
- Der Ortsfriedhof ist auf dem Kirchhof.
- In Schartau wird an die Gefallenen des Ersten und Zweiten Weltkrieges mit zwei Gedenktafeln an der Außenwand der Kirche erinnert.[21]

## Gedicht – „De Klocken in Schattau“
Friedrich Francke schrieb ein niederdeutsches Gedicht über die Glocken der Kirche in Schartau, das er 1883 unter dem Titel „De Klocken in Schattau“ veröffentlichte. In seinem Werk „Altmärkisch-Plattdeutsche Lieder und Schnurren aus dem Leben“ im Jahre 1904 heißt es in leicht abweichender plattdeutscher Schreibweise „Dee Schartauer Klocken“.

„In Schattau hemm in oller Tiet –
Denn so vertellen noch hüt de Lüd’ –
In’n Torm dree schöne Klocken hangt,
De hät de Feind sick runnerlangt.
In’n drüttigjoarschen Krieg is’t west:
De Schweden kemen – schlimme Gäst −
De schläpten s’ furt, nach Flessau rut
Un goten sick Kanonen d’rut…“

So sollen drei Glocken aus der Kirche in Schartau von Schweden im Dreißigjährigen Krieg mitgenommen worden sein. Die früher vorhandenen drei Glockenstühle („dree Klockenstöhl“) ließen diesen Schluss aber zu, ohne dass es in der Chronik vermerkt sei. Nach dem Ende des Deutsch-Französischen Krieges 1870/71 bestand der Wunsch bei den Schartauern eine zweite Glocke in den Turm zu hängen. Francke fuhr nach Berlin zum Kaiser und musste Auskunft geben. 1872 kam die kaiserliche Zustimmung. In Apolda war dann die Glocke gegossen worden. In den letzten Tagen des Ersten Weltkrieges 1918 wurde die Glocke abgenommen und aus dem Schallloch geworfen und zerbarst. Die Einzelteile wurden zum Schmelzen abgefahren.

## Persönlichkeiten
Die deutsch-US-amerikanische Germanistin und Übersetzerin Liselotte M. Davis (* 1935) wurde in Schartau geboren.